# SG Allschwil
SG Allschwil – szwajcarski klub szachowy z siedzibą w Allschwil, ośmiokrotny zwycięzca Nationalligi A.

## Historia
Klub ośmiokrotnie wygrywał Nationalligę A: w latach 1982, 1984, 1985, 1988 i 1992–1995. Pięciokrotnie uczestniczył w Pucharze Europy: w sezonie 1983/1984 pokonał Pontypool Chess Club i odpadł w drugiej rundzie z Vulką Barcelona, w sezonach 1985/1986 i 1989/1990 odpadał w pierwszej rundzie odpowiednio z Budapesti Spartacus SC i Beer Sheva Chess Club. w 1995 roku zajął szóste miejsce w fazie grupowej, a w sezonie 1996 – czwarte. W 2003 roku wskutek m.in. niewielkiej liczby członków klub został rozwiązany.
Zawodnikami klubu byli m.in. Edwin Bhend, Matthias Rüfenacht, Béla Tóth i Heinz Wirthensohn.